# Манирампур
Манирампур (бенг. মনিরামপুর, англ. Manirampur) — город на западе Бангладеш, административный центр одноимённого подокруга. Площадь города равна 11,48 км². По данным переписи 2001 года, в городе проживало 18 874 человека, из которых мужчины составляли 52,36 %, женщины — соответственно 47,64 %. Плотность населения равнялась 1644 чел. на 1 км². Уровень грамотности населения составлял 43,3 % (при среднем по Бангладеш показателе 43,1 %). 